# 鄭成沢
鄭 成沢（チョン・ソンテク、朝鮮語: 정성택、1930年 - ）は、朝鮮民主主義人民共和国の政治家。朝鮮民主主義人民共和国中央銀行総裁、朝鮮労働党中央委員会委員候補、最高人民会議代議員などを歴任した。

## 経歴
1930年生まれ。出生地は不明。1988年3月7日から開かれた朝鮮労働党中央委員会第6期第13回総会で党中央委員会委員候補に補選され、同年10月に朝鮮民主主義人民共和国中央銀行総裁に任命された。1990年に最高人民会議第9期代議員に選出された。1998年9月5日に開かれた最高人民会議第10期第1回会議でも中央銀行総裁に再任されたが、2000年10月に解任された。この背景には南北経済協力に関連し、実務派を登用するために行われたと言う。以降の消息は不明。